# Rautenblättrige Glockenblume
Die Rautenblättrige Glockenblume (Campanula rhomboidalis) ist eine Pflanzenart aus der Gattung Glockenblumen (Campanula) innerhalb der Familie der Glockenblumengewächse (Campanulaceae).

## Beschreibung

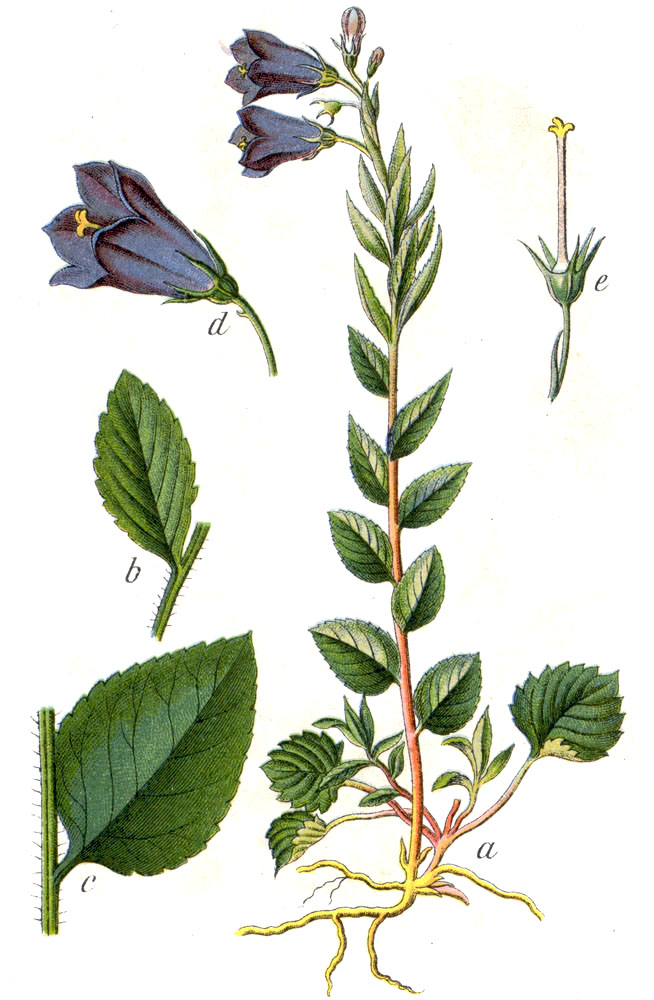
Illustration

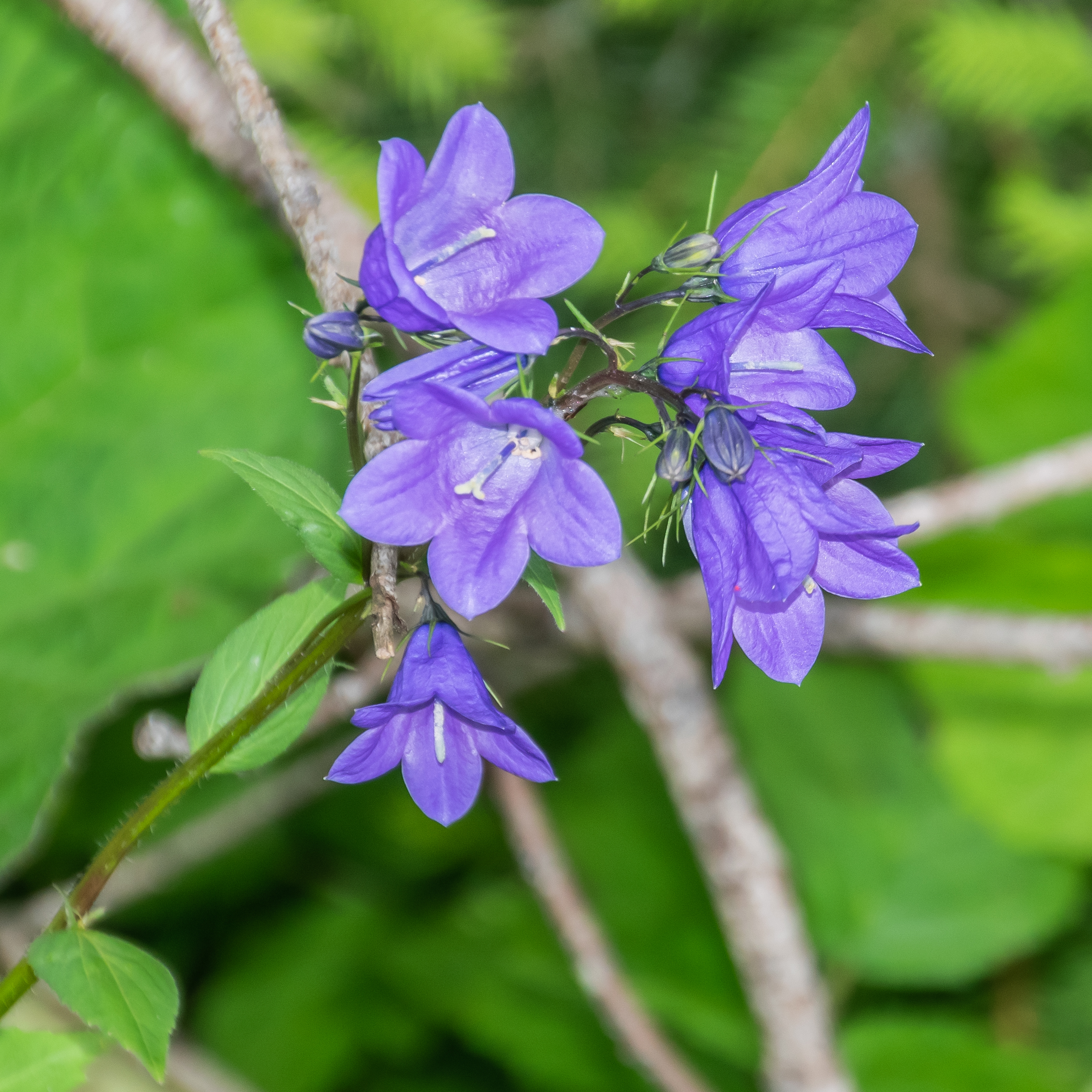
Blütenstand mit Blüten von verschiedenen Seiten

### Vegetative Merkmale
Die Rautenblättrige Glockenblume ist eine ausdauernde krautige Pflanze, die Wuchshöhen von 25 bis 70 Zentimeter erreicht. Der Stängel ist einfach, schwachkantig, aufrecht und dicht beblättert. Die zahlreichen Stängelblätter sind ei- bis rautenförmig, spitz, grob gezähnt und sitzend mit abgerundetem Grund.

### Generative Merkmale
4 bis 15 nickende, lang gestielte Blüten sind in einem meist einseitswendigen, traubigen Blütenstand angeordnet. Die zwittrigen Blüten sind radiärsymmetrisch und fünfzählig mit doppelter Blütenhülle. Der Kelch ist kahl, kürzer als die Hälfte der Blütenlänge und hat fast linealische Kelchzipfel; die Kelchbuchten sind stumpf und haben kein Anhängsel. Die fünf blau-violetten Kronblätter sind zu einer 12 bis 20 Millimeter langen, weit-glockigen Krone verwachsen. Die fünf Kronzipfel sind breit-dreieckig. Der Fruchtknoten ist unterständig.
Die Blütezeit reicht von Juni bis August.
Die Chromosomenzahl beträgt 2n = 34.

## Vorkommen
Die Rautenblättrige Glockenblume kommt in den Pyrenäen, im Jura und in den Westalpen nach Osten bis ins Vorder- und Hinterrheingebiet vor. Sie hat ursprüngliche Vorkommen in Frankreich, Italien und in der Schweiz. In Österreich und den Niederlanden kommt sie eingeschleppt vor, in Großbritannien, Belgien, Deutschland und Tschechien ist sie eingebürgert.
Sie wächst in kalkhaltigen feuchten Wiesen und Weiden in der montanen bis subalpinen Höhenstufe, in Höhenlagen von bis zu 2300 Metern, selten auch höher. Sie ist eine Charakterart des Verbands Polygono-Trisetion und gedeiht in der Schweiz besonders im westalpinen Trisetetum flavescentis. In Baden-Württemberg kommt die Rautenblättrige Glockenblume nur im Reutebacher Tal bei Freiburg vor und wächst dort zusammen mit der Wiesen-Glockenblume (Campanula patula), Knautia arvensis, Vicia cracca, Arrhenatherum elatius, Holcus lanatus und Plantago lanceolata; sie ist dort fest eingebürgert, der älteste Nachweis stammt von 1889.
Die ökologischen Zeigerwerte nach Landolt & al. 2010 sind in der Schweiz: Feuchtezahl F = 3 (mäßig feucht), Lichtzahl L = 4 (hell), Reaktionszahl R = 3 (schwach sauer bis neutral), Temperaturzahl T = 2+ (unter-subalpin und ober-montan), Nährstoffzahl N = 4 (nährstoffreich), Kontinentalitätszahl K = 3 (subozeanisch bis subkontinental).

## Taxonomie
Die Erstveröffentlichung von Campanula rhomboidalis erfolgte 1753 durch Carl von Linné in Species Plantarum, Tomus I, Seite 165.